# Livistona
Livistona R. Br., 1810 è un genere di piante della famiglia delle Arecacee che comprende una trentina di specie originarie dell'Australia e del Sud-est asiatico, con caratteristico fogliame a fontana.
Il nome del genere è stato assegnato in ricordo dell'esploratore Patrick Murray, barone di Livingston.

## Tassonomia
Il genere Livistona comprende le seguenti specie:
- Livistona alfredii F.Muell.
- Livistona australis (R.Br.) Mart.
- Livistona benthamii F.M.Bailey
- Livistona boninensis (Becc.) Nakai
- Livistona carinensis (Chiov.) J.Dransf. & N.W.Uhl
- Livistona chinensis (Jacq.) R.Br. ex Mart.
- Livistona concinna Dowe & Barfod
- Livistona decora (W.Bull) Dowe
- Livistona drudei F.Muell. ex Drude
- Livistona eastonii C.A.Gardner
- Livistona endauensis J.Dransf. & K.M.Wong
- Livistona exigua J.Dransf.
- Livistona fulva Rodd
- Livistona halongensis T.H.Nguyên & Kiew
- Livistona humilis R.Br.
- Livistona inermis R.Br.
- Livistona jenkinsiana Griff.
- Livistona lanuginosa Rodd
- Livistona leichhardtii F.Muell.
- Livistona mariae F.Muell.
- Livistona muelleri F.M.Bailey
- Livistona nasmophila Dowe & D.L.Jones
- Livistona nitida Rodd
- Livistona rigida Becc.
- Livistona saribus (Lour.) Merr. ex A.Chev.
- Livistona speciosa Kurz
- Livistona tahanensis Becc.
- Livistona victoriae Rodd

### Binomi obsoleti
- Livistona gaudichaudii Mart. (= Pritchardia gaudichaudii (Mart.) H. Wendl. )
- Livistona martii Gaudich. (= Pritchardia martii (Gaudich.) H. Wendl. )
- Livistona rotundifolia (Lam.) Mart. (= Saribus rotundifolius (Lam.) Blume )
- Livistona decipiens Becc., 1910 (= Livistona decora (W.Bull) Dowe )

## Usi
Si adattano perfettamente come piante da interno, nelle regioni a clima mite vengono coltivate all'aperto per decorare parchi, giardini e viali

## Coltivazione
Richiede esposizione soleggiata o a mezzo-sole, terreno misto a sabbia, esposizione soleggiata o a mezz'ombra, annaffiature moderate, da adulto può sopportare brevi periodi di gelo, mentre le piante giovani vanno protette d'inverno.
Si piantano in primavera e si moltiplicano con la semina.

## Avversità
- Può essere attaccato da cocciniglie e acari
- Le larve del lepidottero Paysandisia archon Burmeister originario del Sud America e introdotto nel Sud Europa dal 2001, scavano gallerie nella parte apicale dello stipite con grave deperimento delle foglie